# Camptogramma bilineata
Espèce
La Brocatelle d'or (Camptogramma bilineata) est une espèce de lépidoptères (papillons) de la famille des Geometridae, de la sous-famille des Larentiinae.

## Distribution
Eurasiatique, jusqu'en Asie centrale, l'espèce est répandue en France (sauf Corse).

## Habitat
Peuple des milieux variés : jardins, parcs, haies, lisières forestières...

## Plantes-hôtes
La chenille, polyphage, se nourrit de nombreuses plantes basses : Mouron des oiseaux, Oseilles, Gaillets, Potentilles, Pissenlits...

## Biologie
Le papillon est visible de mai à octobre en France en une génération (sauf dans le Sud où existe une seconde génération partielle).

## Photothèque

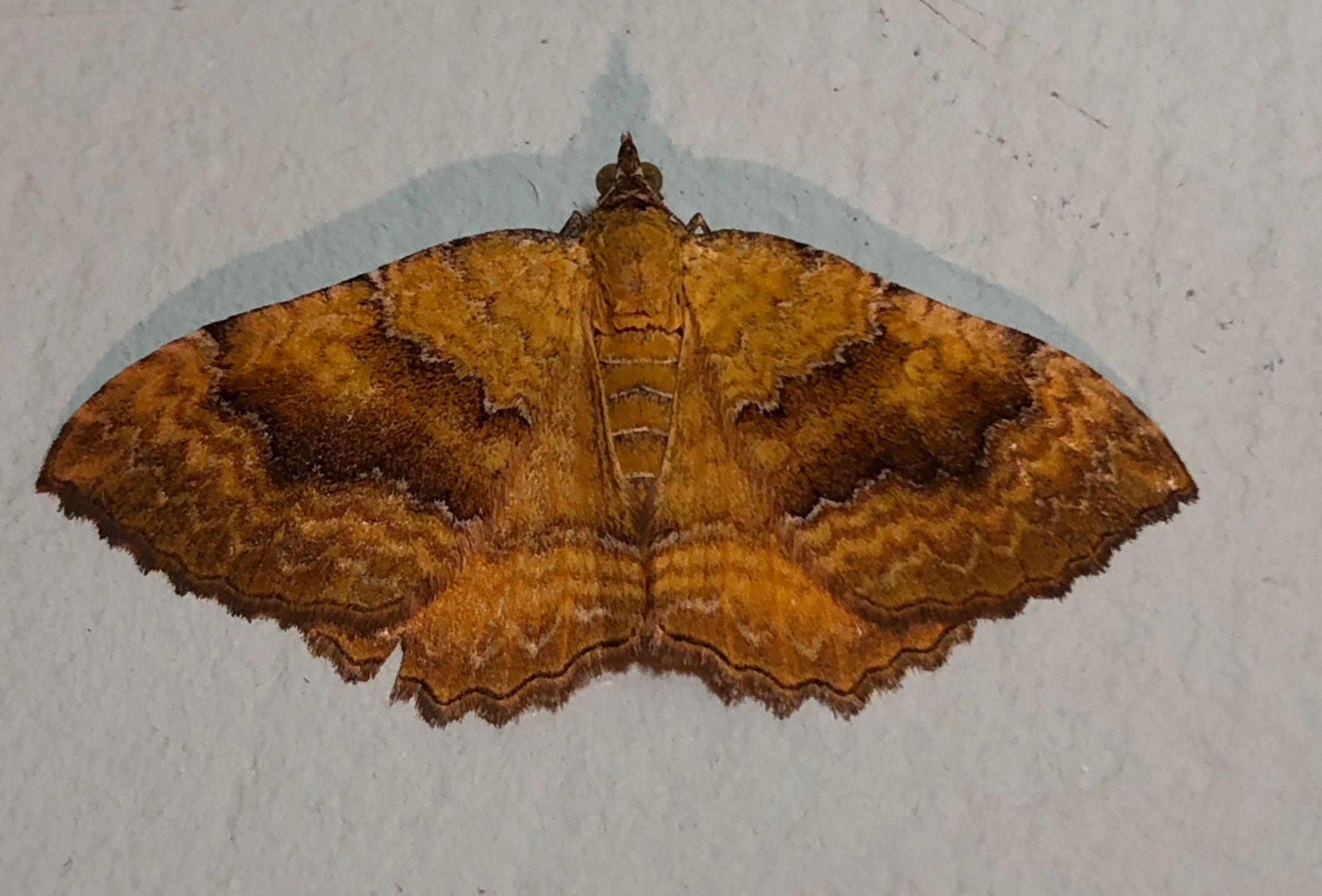
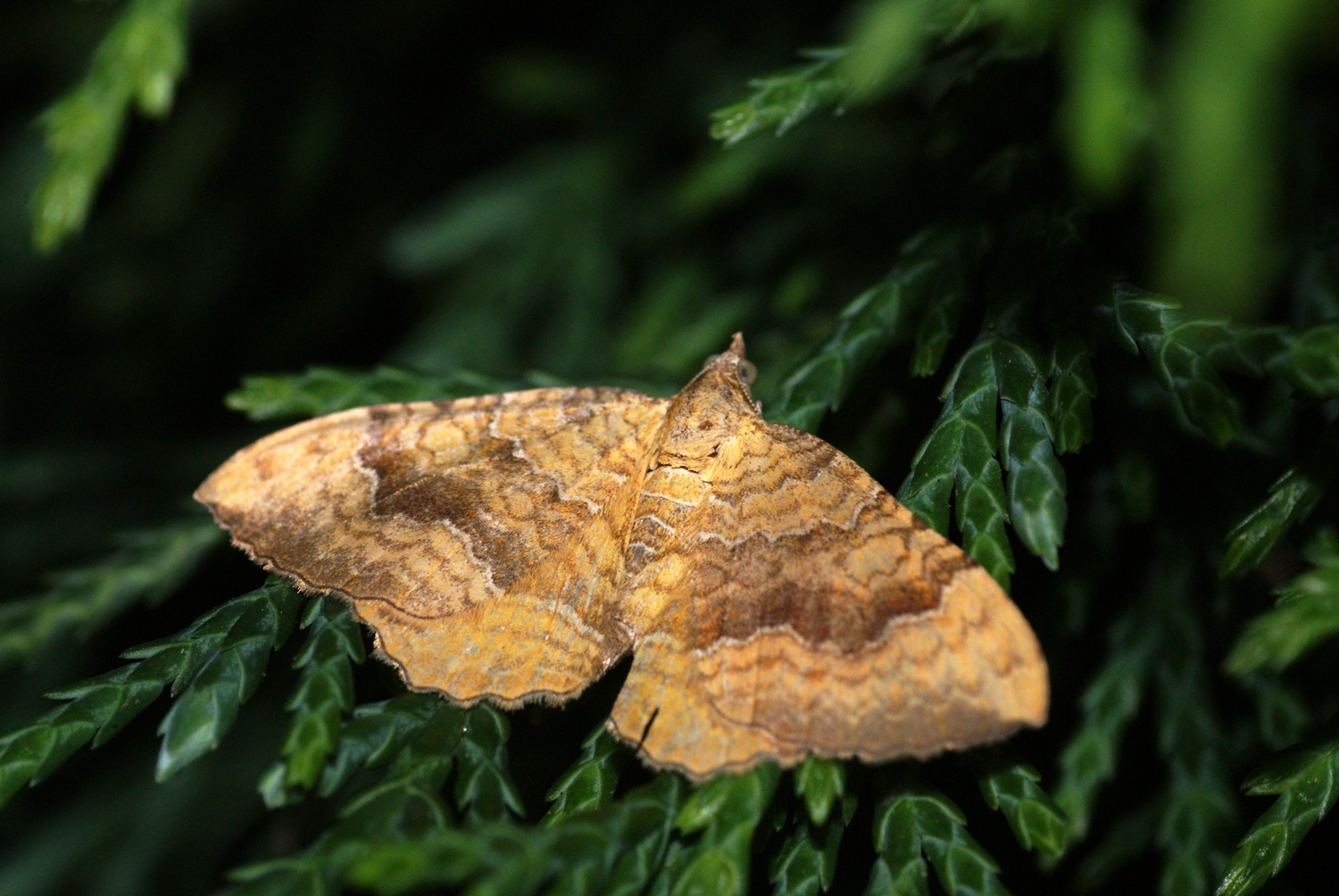
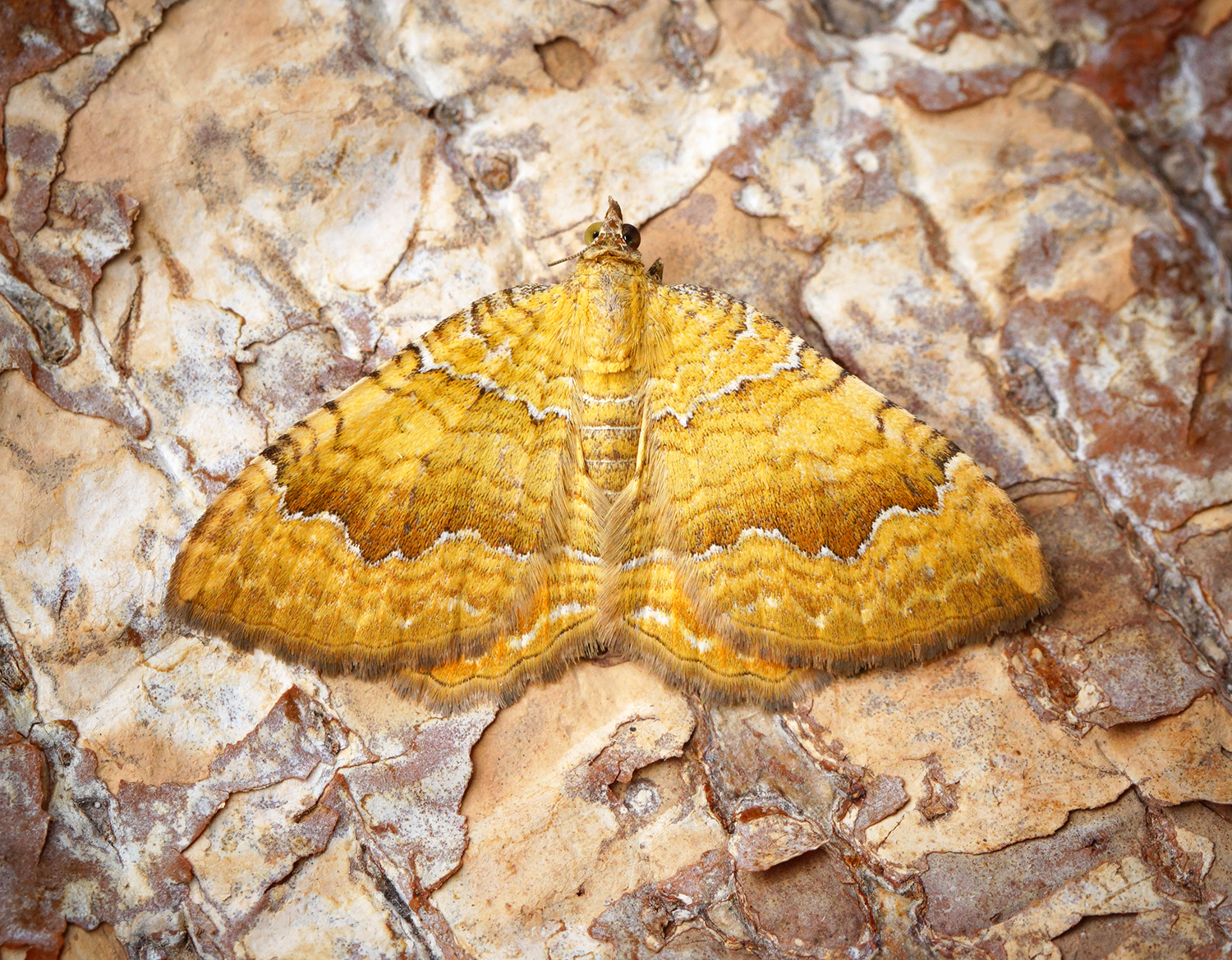
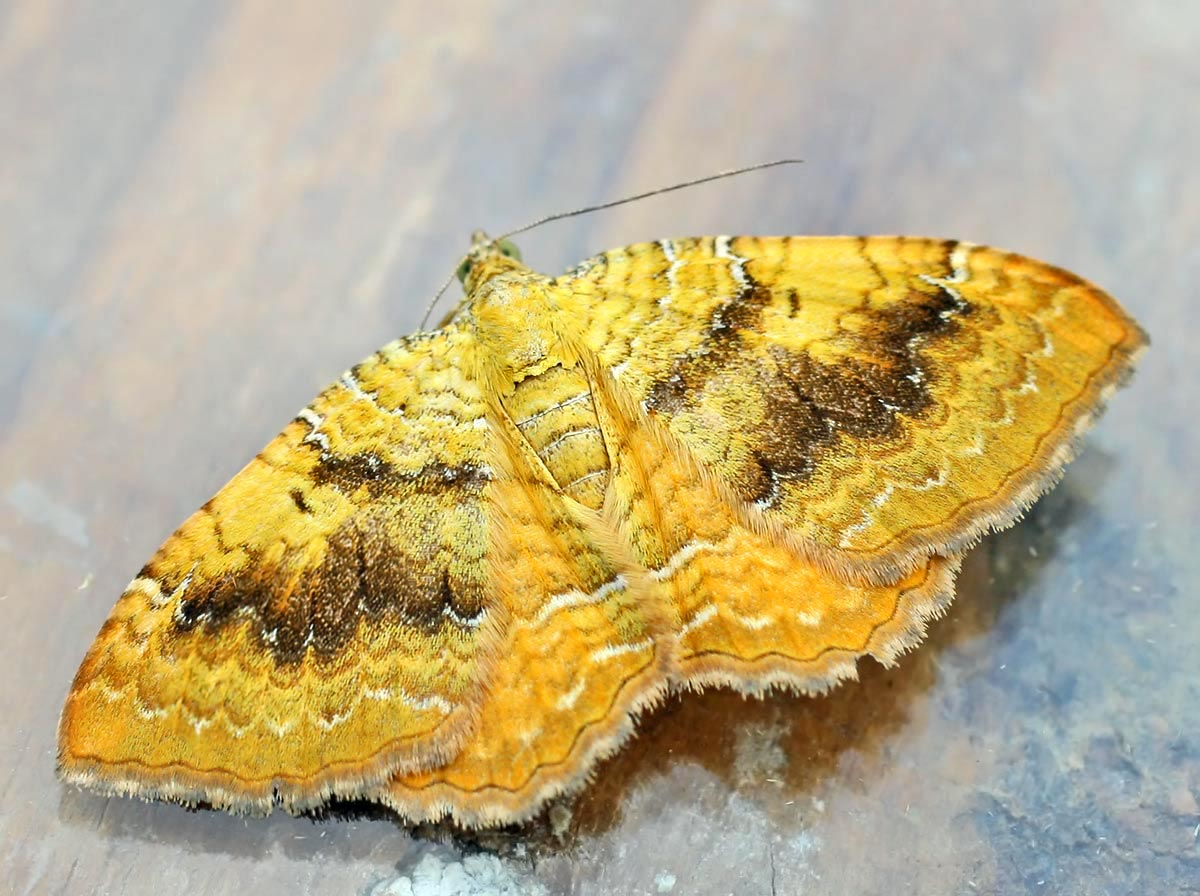
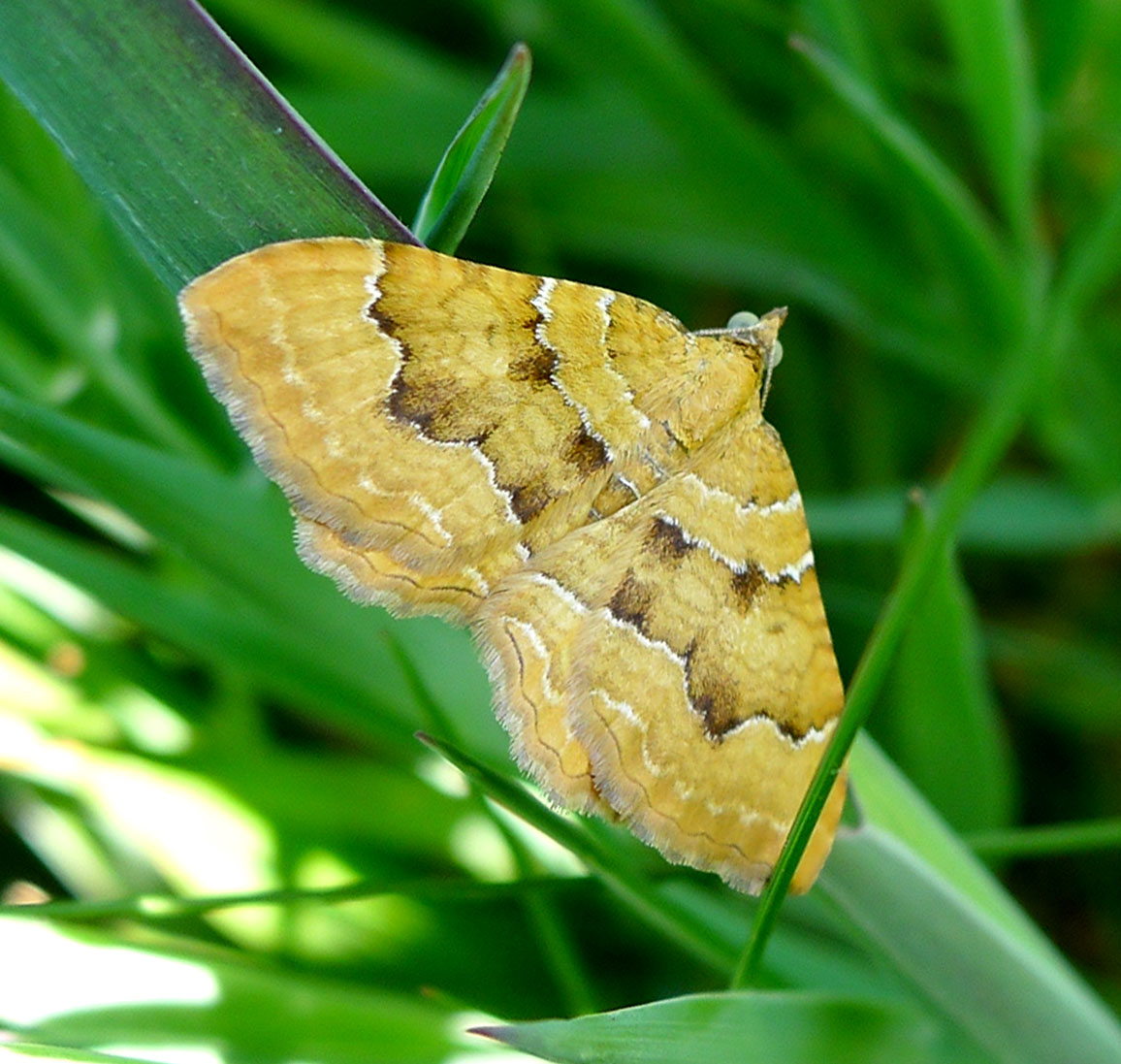
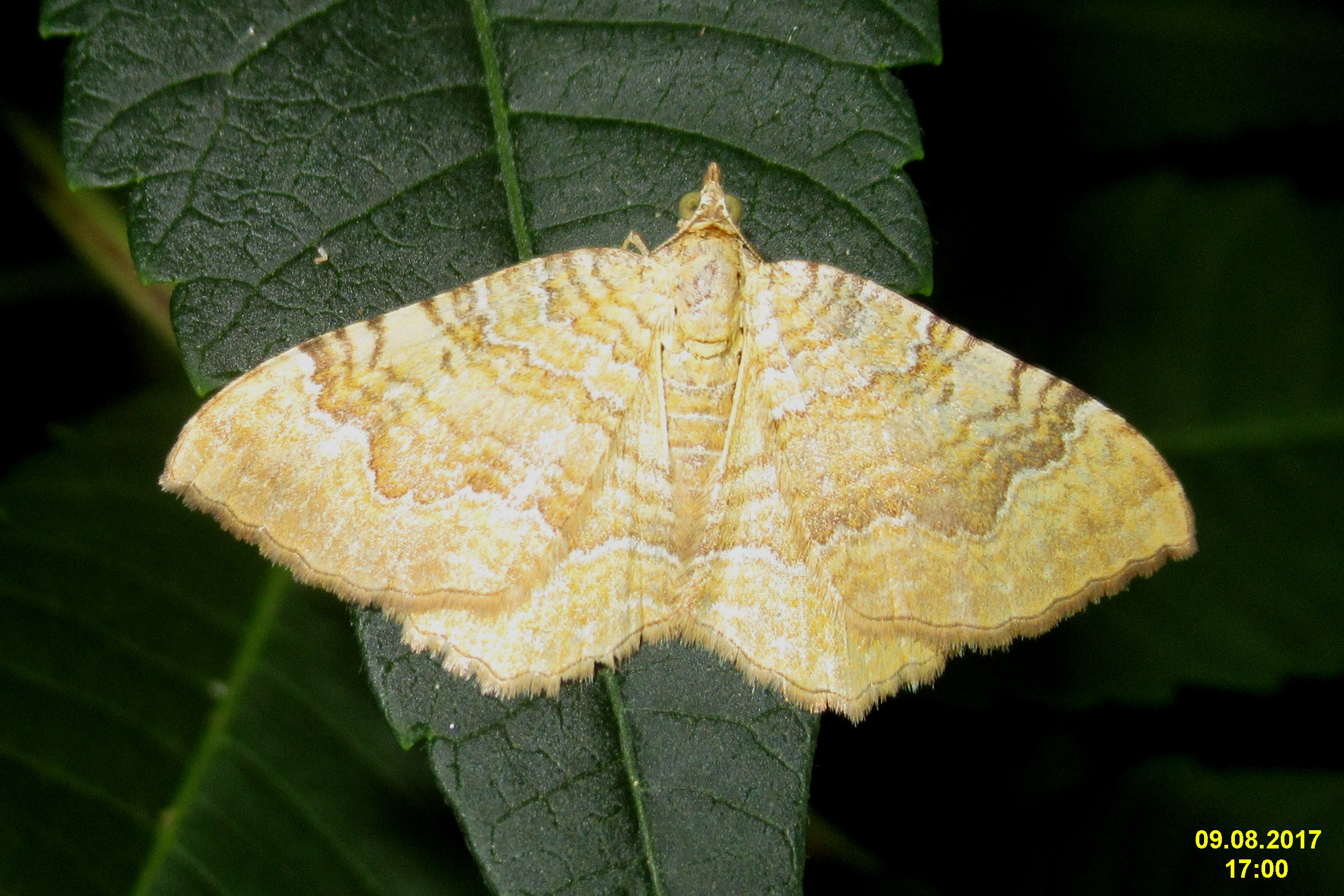
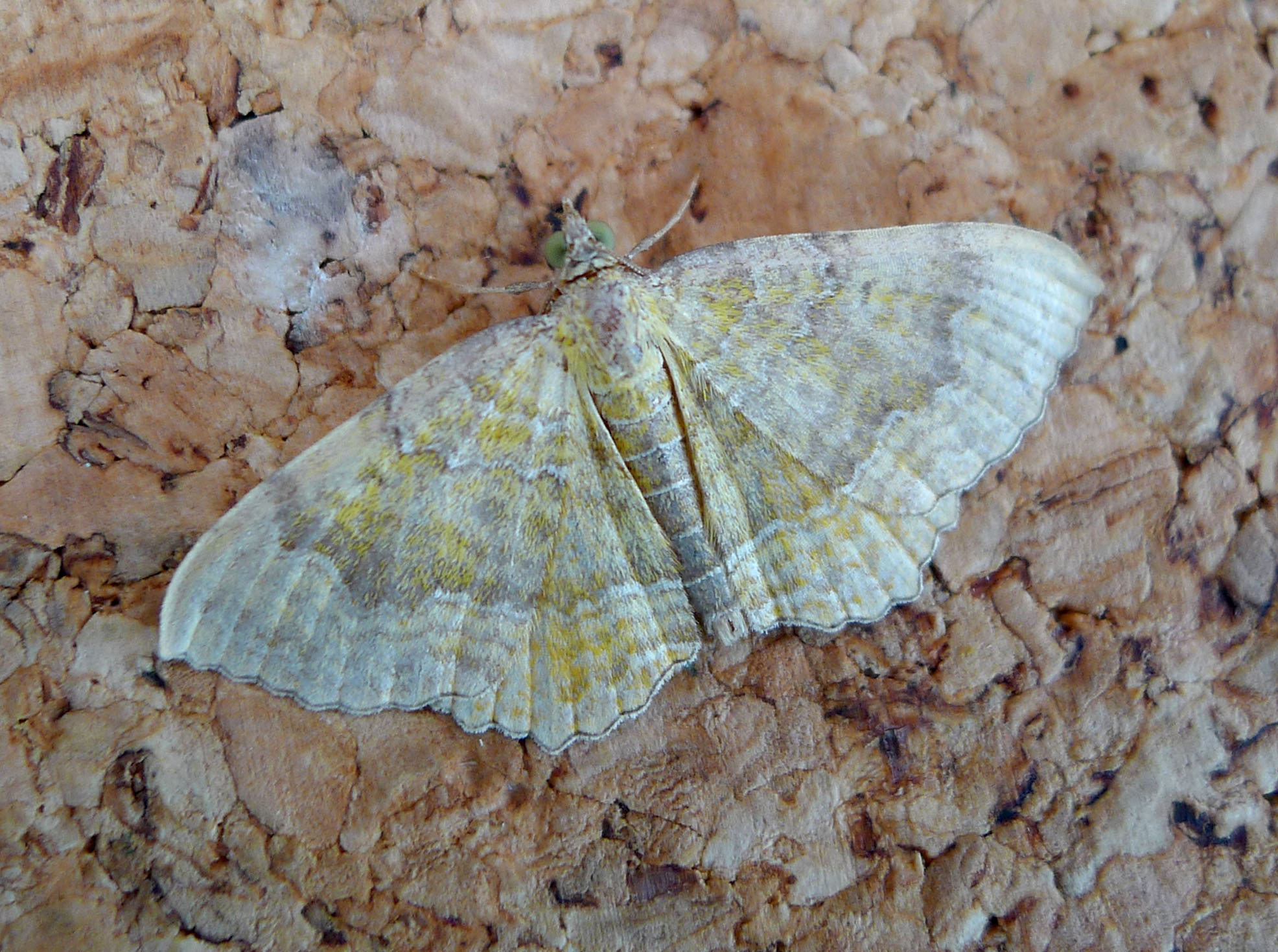
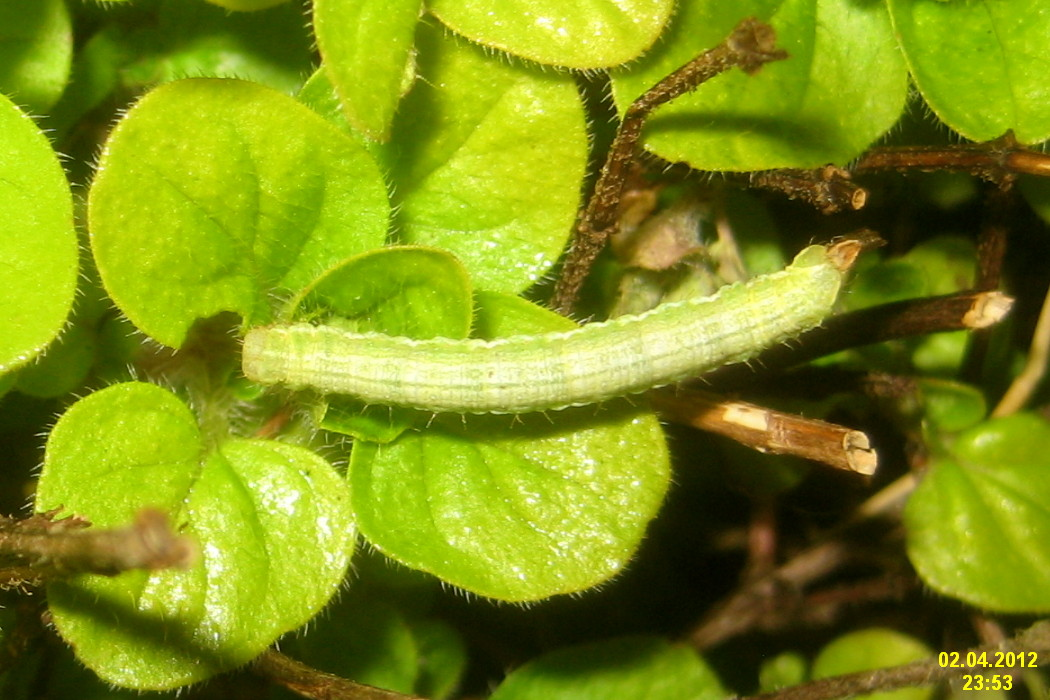